# 愛媛県道56号内子河辺野村線
愛媛県道56号内子河辺野村線（えひめけんどう56ごう うちこかわべのむらせん）は、愛媛県喜多郡内子町と西予市を結ぶ県道（主要地方道）である。

## 概要
愛媛県喜多郡内子町内子と西予市野村町惣川を結ぶ。大洲市河辺町三嶋と西予市野村町惣川の間は通行不能区間になっている。

### 路線データ
- 起点：喜多郡内子町内子
- 終点：西予市野村町惣川
- 未共用区間：大洲市河辺町三嶋 - 西予市野村町惣川

## 歴史
- 1993年（平成5年）5月11日 - 建設省から、県道内子双海線の一部・県道横山内子線・県道河辺小田線の一部・県道北平大洲線の一部・県道惣川小田線の一部が内子河辺野村線として主要地方道に指定される[1]。

## 路線状況

### 重複区間
- 愛媛県道228号坊屋敷小田線（喜多郡内子町只海 - 喜多郡内子町北表甲）
- 愛媛県道55号小田河辺大洲線（大洲市河辺町植松 - 河辺町三嶋）

## 地理

### 通過する自治体
- 喜多郡内子町
- 大洲市
- 西予市

### 交差する道路

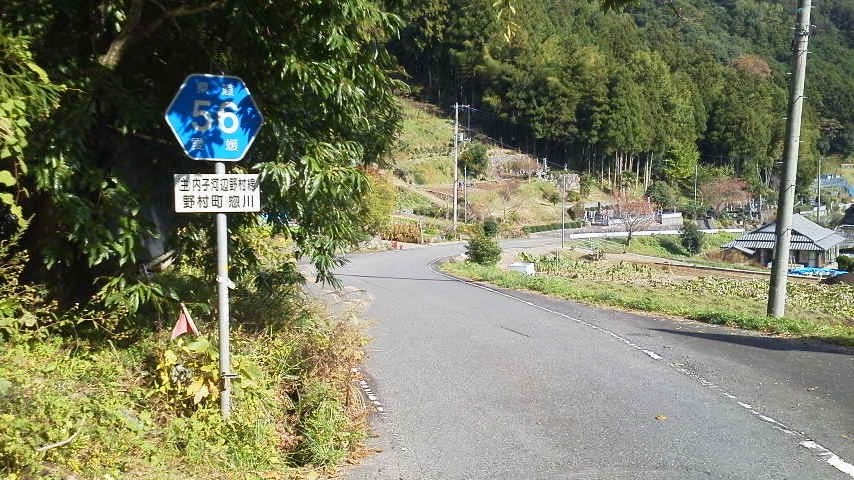
西予市側の端点。奥が終点方向

- 愛媛県道54号串内子線・愛媛県道244号内子停車場線（起点）
- 国道56号（喜多郡内子町内子）
- 愛媛県道229号鳥首五十崎線（喜多郡内子町内子）
- 愛媛県道229号鳥首五十崎線（喜多郡内子町五十崎）
- 愛媛県道32号肱川公園線（喜多郡内子町平岡）
- 愛媛県道228号坊屋敷小田線（喜多郡内子町只海）
- 愛媛県道228号坊屋敷小田線（喜多郡内子町北表甲）
- 愛媛県道310号山鳥坂明荷谷線（大洲市河辺町山鳥坂）
- 愛媛県道245号河辺小田線（大洲市河辺町横山）
- 愛媛県道55号小田河辺大洲線（大洲市河辺町植松）
- 愛媛県道55号小田河辺大洲線（大洲市河辺町三嶋）
- 愛媛県道36号野村柳谷線（終点）

### 沿線にある施設など
- JR 内子線（予讃線）内子駅
- 内子町立五十崎小学校
- 内子町役場
- 内子町立天神小学校
- 内子町立五十崎中学校
- 内子町立御祓小学校
- 大洲市立河辺中学校（2024年3月閉校）
- 河辺ふるさと公園